# Neustria (Longobardi)

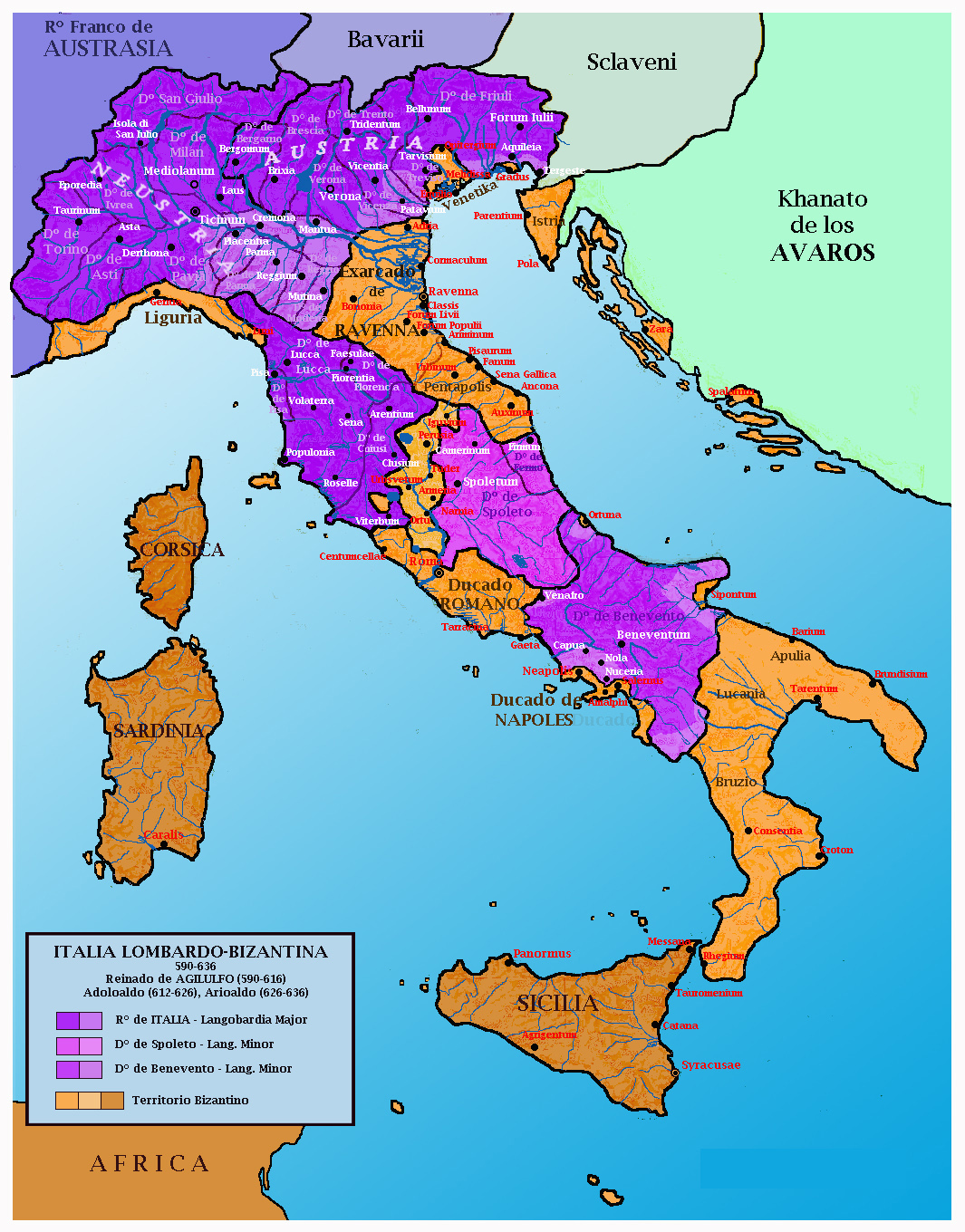
La Neustria longobarda nel 600 AD

La Neustria era, secondo la nomenclatura geografica altomedievale, la porzione nord-occidentale della Langobardia Maior, la parte centro-settentrionale del Regno longobardo, estesa dalle Alpi occidentali all'Adda e opposta all'Austria, che invece si estendeva dall'Adda e dal Po sino alle Alpi orientali. La bipartizione, delineatasi nel corso del VII secolo, non aveva solo valenza territoriale, ma implicava anche differenze politiche e culturali di rilievo. Alla fine del IX secolo venne ristabilita dall'imperatore e re dei Franchi Orientali Arnolfo di Carinzia, che la ribattezzò ducato di Lombardia.

## Storia
I ducati della Neustria furono a lungo i più fedeli alla dinastia bavarese degli agilolfingi, accettandone tanto l'ispirazione filo-cattolica, che prevedeva l'abbandono di qualsiasi forma di conflittualità con il papa, quanto la conseguente politica di pacificazione dell'Italia, senza ulteriori tentativi di espansione ai danni dell'Impero romano d'Oriente. Nell'VIII secolo, tuttavia, la conversione generalizzata dei Longobardi al cattolicesimo smussò i punti di opposizione tra Austria e Neustria, anche grazie a una ripresa dell'espansionismo ai danni dei romani con re Liutprando, originario della Neustria.
Dopo la conquista, avvenuta nel 774, del regno longobardo da parte di Carlo Magno, la Langobardia Maior e il ducato di Spoleto ricaddero interamente sotto il dominio del re dei Franchi. Inizialmente Carlo mantenne le Leges Langobardorum, ma nel 776, a seguito della rivolta capeggiata dal duca del Friuli Rotgaudo, sostituì con dei funzionari pubblici, i "conti", i duchi longobardi e ridistribuì i patrimoni di questi ultimi tra gli aristocratici franchi.

### Ducato di Lombardia

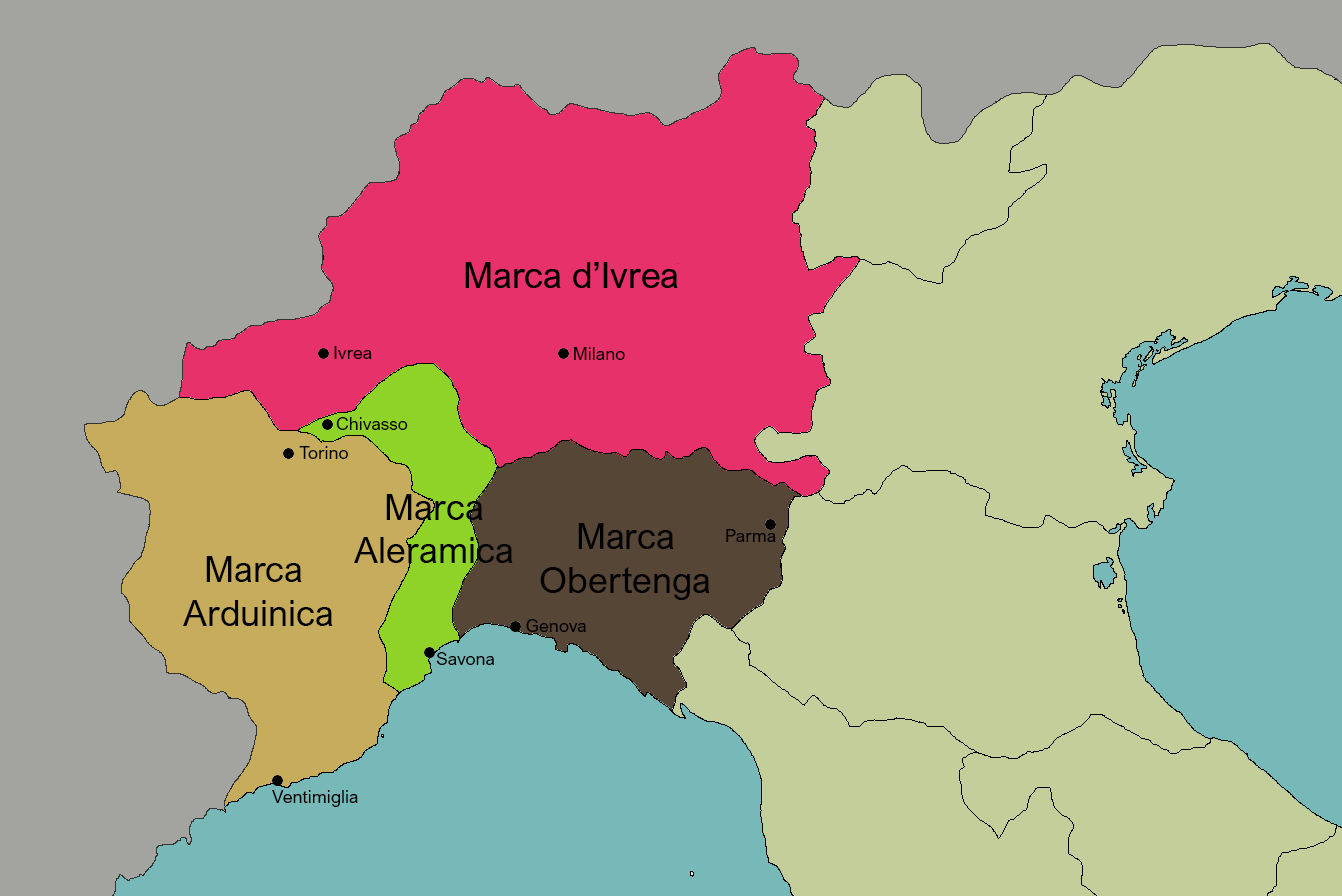
Le marche della Lombardia nel X secolo.

Nel gennaio 894 il re dei Franchi Orientali Arnolfo di Carinzia valicò le Alpi attraverso il Brennero su invito di papa Formoso, il quale era entrato in conflitto gli imperatori e re d'Italia Guido e Lamberto di Spoleto, che controllavano anche la marca di Tuscia, e sperava che il carolingio scalzasse dal trono Mentre i due guidonidi si rifugiarono nel loro ducato di Spoleto, Arnolfo riuscì ad assumere rapidamente il controllo dell'Italia settentrionale e sul territorio di quella che era stata la Neustria longobarda istituì la marca o ducato di Lombardia e lo affidò al conte di Lodi Manfredo VII. Dopo la ritirata di Arnolfo, la marca tornò sotto il controllo di Lamberto di Spoleto, che la assegnò ai suoi parenti Corrado e Radaldo, membri della dinastia attonide. Nel corso del X secolo il territorio del ducato di Lombardia venne organizzato in quattro marche: la marca anscarica, la marca arduinica, la marca aleramica e la marca obertenga.

## Territorio
La Neustria comprendeva i ducati nord-occidentali del Regno longobardo:
- Ducato di Asti
- Ducato d'Ivrea
- Ducato di Milano
- Ducato di Modena
- Ducato di Parma
- Ducato di Pavia (sede della corte regia longobarda)
- Ducato di Persiceto
- Ducato di Piacenza
- Ducato di Reggio
- Ducato di San Giulio
- Ducato di Torino

### Fonti primarie
- (LA) Origo gentis Langobardorum, a cura di Georg Waitz, in Monumenta Germaniae Historica. Scriptores rerum Langobardicarum et Italicarum saec. VI-IX, Hannoverae, impensis bibliopolii Hahniani, 1878,  pp. 1-6.
- (LA, IT) Paolo Diacono, Storia dei Longobardi, introduzione di Bruno Luiselli, traduzione e note di Antonio Zanella, Milano, Rizzoli, 1991, ISBN 88-17-16824-6.
- Paolo Diacono, Historia Langobardorum (Storia dei Longobardi, cura e commento di Lidia Capo, Lorenzo Valla/Mondadori, Milano 1992).

### Fonti secondarie
- Lidia Capo. Commento a  Paolo Diacono, Storia dei Longobardi, a cura di Lidia Capo, Milano, Lorenzo Valla/Mondadori, 1992, ISBN 88-04-33010-4.
- Jörg Jarnut, Storia dei Longobardi, traduzione di Paola Guglielmotti, Torino, Einaudi, 1995  [1982], ISBN 88-06-13658-5.
- Sergio Rovagnati, I Longobardi, Milano, Xenia, 2003, ISBN 88-7273-484-3.